# Bernartice (okres Písek)
Bernartice (Duits: Bernarditz, ter onderscheiding van andere plaatsen met dezelfde naam som Bernartice u Milevska) is een Tsjechische vlek (městys) in de regio Zuid-Bohemen, en maakt deel uit van het district Písek. Bernartice telt 1373 inwoners (2023).

## Geschiedenis
- 1248 – De eerste schriftelijke vermelding van Bernartice.
- 2014 – De gemeente Bernartice krijgt (opnieuw) de status vlek.[1]